# Purge (Godflash)
Purge è il nono album in studio del gruppo musicale inglese Godflesh, pubblicato nel 2023.

## Tracce
1. Nero – 4:31
2. Land Lord – 4:56
3. Army of Non – 4:53
4. Lazarus Leper – 6:10
5. Permission – 5:21
6. The Father – 4:56
7. Mythology of Self – 4:59
8. You Are the Judge, the Jury, and the Executioner – 7:57

## Formazione
- Justin Broadrick – chitarra, voce, produzione, drum machine
- B. C. Green – basso